# Přílepy
Přílepy (deutsch Przilep, 1939–45 Brachfeld) ist eine Gemeinde in Tschechien. Sie liegt acht Kilometer nordwestlich von Rakovník und gehört zum Okres Rakovník.

## Geographie
Přílepy befindet sich in der Rakovnická kotlina (Rakonitzer Kessel) im Rakonitzer Hügelland. Das Dorf liegt im seichten Tal des Baches Kolešovický potok (Geldenbach). Östlich erhebt sich die Přílepská skála (417,6 m), im Westen der Ptačí vrch (Vogelherd, 431 m). Anderthalb Kilometer nördlich verläuft die Bahnstrecke Krupá–Kolešovice.
Nachbarorte sind Veclov und Kněževes im Norden, Chrášťany und Bory im Nordosten, Olešná im Osten, Rakovník, Nouzov und Senomaty im Südosten, Přílepský Mlýn, Šanov, Nový Dvůr und Mateska im Süden, Pšovlky und Švihov im Südwesten, Oráčov, Bedlno und Čížkov im Westen sowie Zderaz, Kolešovice und Hořesedly im Nordwesten.

## Geschichte
Die erste schriftliche Erwähnung des zu den Pürglitzer Lehen gehörigen Gutes Przyelep erfolgte im Jahre 1399 als Sitz des Hinco de Przyelep. Im 16. Jahrhundert erwarben die Ritter von Slowitz das Lehngut Přílepy und schlugen es ihrer Herrschaft Woleschna zu. Ab 1574 gehörte die Herrschaft den Brüdern Georg und Christoph von Slowitz. Ihnen folgte Adam von Slowitz, der die Herrschaft 1616 seiner Frau Katharina Rosina geborene Rensperger von Rensperg überschrieb. Wenig später erwarb Christoph Jaroslaw Kolowrat-Krakowsky die Herrschaft. Während des Dreißigjährigen Krieges wurde das Dorf fast gänzlich zerstört. Die Herren von Kolowrat hielten die Herrschaft bis 1671. Anschließend wechselten die Besitzer oftmals. Von 1672 bis 1678 gehörte Woleschna Ludmilla Maria Zeller von Rosenthal, von 1690 bis 1699 die Freiherren von Kaiserstein. Im Jahre 1700 erwarb Peter Ernst von Mollart die Herrschaft durch Heirat mit Marie Ludmilla von Kaiserstein. Später besaßen Peter Ernst und Johann Nepomuk von Mollart die Herrschaft gemeinsam. Ab 1734 war letzterer alleiniger Besitzer, 1741 erbte seine Schwester Maria Anna Gräfin Meraviglia den Besitz. 1776 erbte Maria Annas Witwer Johann Stephan Graf Meraviglia die Herrschaft Woleschna, drei Jahre später folgte sein Sohn Anton Graf Meraviglia-Crivelli. Dieser hinterließ die Herrschaft 1808 seiner Frau, Eleonora geborene Gräfin von Traun. 1818 erbte ihr Sohn Anton Graf Meraviglia-Crivelli die Herrschaft Woleschna; er verkaufte sie 1836 für 220.000 Gulden sowie 500 Dukaten Schlüsselgeld an Karl Egon II. zu Fürstenberg, der Woleschna seinen vereinigten Herrschaften und Gütern Pürglitz, Kruschowitz, Nischburg, Wschetat, Skřiwan und Podmokl zuschlug.
Im Jahre 1843  bestand Přilep aus 49 Häusern mit 352 Einwohnern. Im Ort gab es eine unter dem Patronat der Gemeinde stehende Schule. Abseits lagen eine Mühle am Geldenbach, ein bedeutender Sandsteinbruch in dem Steinmetzarbeiten sowie Mühlsteine gefertigt wurden, sowie eine Leinwandbleiche. Pfarrort war Herrndorf. Bis zur Mitte des 19. Jahrhunderts blieb Přilep dem an die Herrschaft Pürglitz angeschlossenen landtäfligen Allodialgut Woleschna untertänig.
Nach der Aufhebung der Patrimonialherrschaften bildete Přílepy / Přilep ab 1850 eine Gemeinde im Bezirk und Gerichtsbezirk Rakonitz. Haupterwerbsquelle der Bewohner waren die Landwirtschaft, insbesondere der Hopfenbau, sowie die Steinbrecherei. Aus dem grobkörnigen Sandstein přílepák von der Přílepská skála wurden zum einen Mühlsteine und Grabsteine hergestellt und zum anderen wurde er für zahlreiche Skulpturen in der Gegend von Olešná verwendet und als Baustein nach Prag geliefert. Nach dem Tode des Karl Egon II. zu Fürstenberg erbte 1854 dessen zweitgeborener Sohn Max Egon I. die Pürglitzer Güter. Im Jahre 1918 verkaufte die Familie Fürstenberg das Schloss und Gut Olešná an die Stadt Rakovník. Im Jahre 1932 lebten in Přílepy 652 Personen. In Folge des Münchner Abkommens wurde Přílepy Ende 1938 zum Grenzort zum Deutschen Reich. Nach der deutschen Besetzung erhielt der Ort den deutschen Namen Brachfeld. Am 1. Jänner 1980 wurde Přílepy nach Kněževes eingemeindet, seit dem 24. November 1990 ist Přílepy wieder eigenständig.

## Gemeindegliederung
Für die Gemeinde Přílepy sind keine Ortsteile ausgewiesen. Zu Přílepy gehört die Einschicht Přílepský Mlýn.

## Sehenswürdigkeiten
- Kapelle mit Glockenturm auf dem Dorfplatz, erbaut 1888
- Bildstock aus dem 18. Jahrhundert
- Steinkreuz zum Gedenken an die Zerstörung im Dreißigjährigen Krieg, am nördlichen Ortsausgang
- Ruine der Dampfmühle in Přílepský Mlýn
- Barocke Statue des hl. Donatus am Feldweg östlich des Dorfes, die aus der Mitte des 18. Jahrhunderts stammende Heiligenfigur wurde vom Sockel gestürzt.
- Přílepská skála, der ehemalige Sandsteinbruch ist seit 2001 als Naturdenkmal geschützt. Die Felswand des Bruches dient als Klettergebiet.
- Gasthaus, es ist das älteste Gebäude im Ort und diente zuvor wahrscheinlich als Ausspanne.